# What You Waiting For?
"What You Waiting For?" é o primeiro single da cantora Gwen Stefani do seu primeiro álbum solo, Love. Angel. Music. Baby. (2004).Também foi tocada pela banda escocesa Franz Ferdinand na rádio inglesa BBC.

## Performance nas Paradas

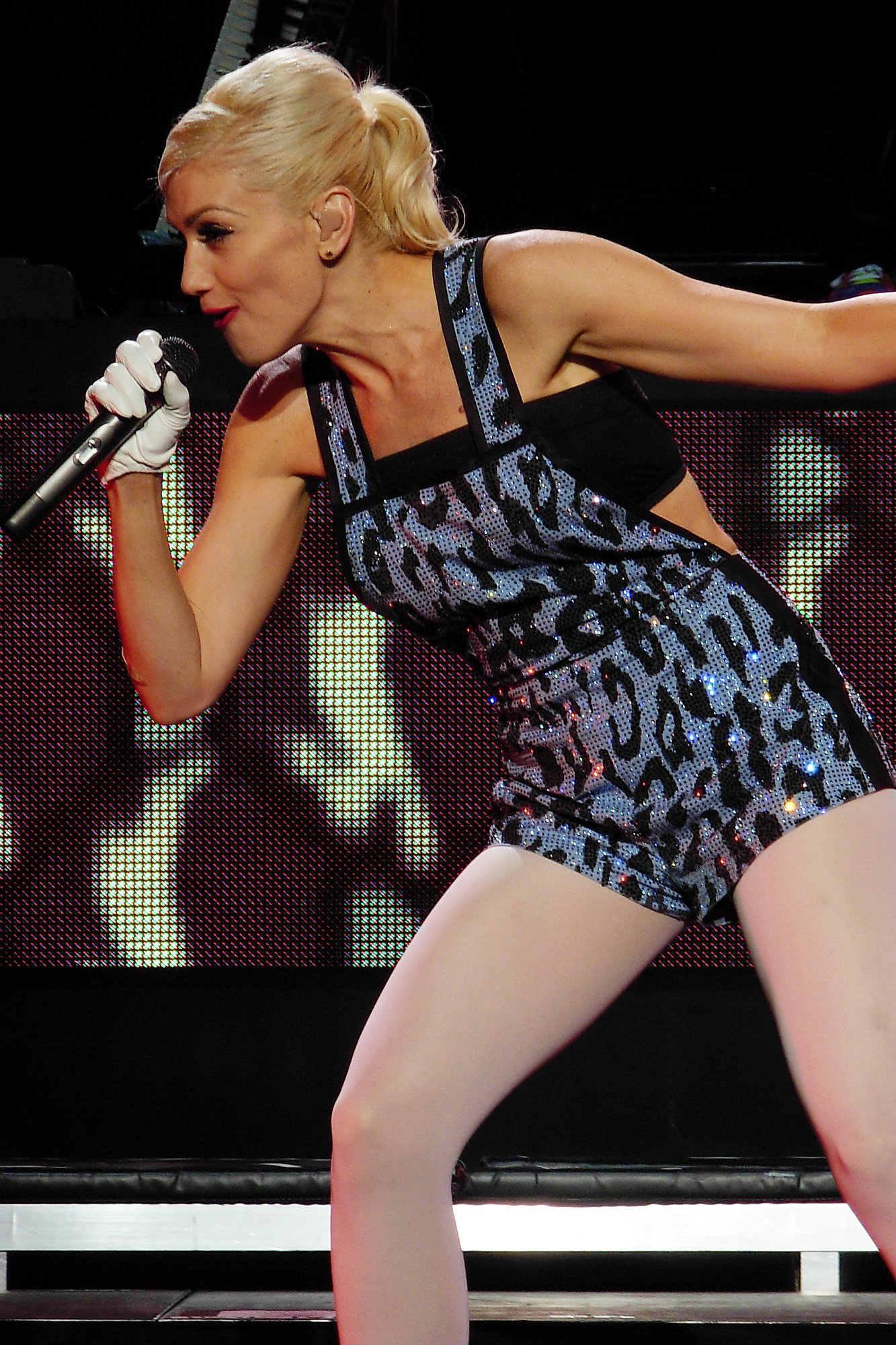
Gwen Stefani realizando a performance de "What You Waiting For?" na "The Sweet Escape Tour". Nas apresentações, Gwen usava figurinos inspirados em roupas do videoclipe de "What You Waiting For?".

Nos EUA, "What You Waiting For?" estreou em 16 de Outubro de 2004, no número 93 na Billboard Hot 100. Atingiu um pico no número 47 em 27 de novembro de 2004 e permaneceu na parada em um total de 20 semanas. A canção chegou ao topo da Hot Dance Club Play, mas só teve sucesso moderado nas paradas pop, atingindo número dezessete da Top 40 Mainstream e número 24 no Top 40 Adulto. A canção foi certificado com ouro pela Recording Industry Association of America em 25 de fevereiro de 2005. Além disso, ele foi nomeado para Best Female Pop Vocal Performance no Grammy Awards 2005, mas perdeu para "Sunrise", Norah Jones.
Em outros lugares, a recepção da música foi mais forte. No Canadá, ele estreou no top quarenta na parada de singles antes de chegar a número 24 no final de janeiro de 2005.Ele estreou no número quatro no Reino Unido e manteve-se na parada por 15 semanas, incapaz de alcançar uma posição superior.O single teve um bom desempenho na maior parte da Europa, alcançando o top dez na Áustria, Bélgica, Dinamarca, Finlândia, França, Hungria, Irlanda, Itália, Holanda, Noruega e Suécia.
Na Austrália, o single estreou no topo da ARIA Singles Chart em 14 de novembro de 2004 e ficou lá por duas semanas. Ele permaneceu dentro dos três primeiros por meio de 17 de janeiro de 2005 e caiu fora do gráfico, após 15 semanas.Em 2004 na parada de fim de ano, a canção foi classificada no número 26,37. O single foi certificado de platina pela Recording Industry Association Australian.No ano seguinte, foi listada no número quarenta na parada de singles e número quatro na parada de dança.O single chegou ao número 3 na RIANZ Singles Chart da Nova Zelândia e permaneceu quatro meses na parada.

## Faixas e Formatos
- CD single Europeu

1. "What You Waiting For?" (Album Version) – 3:42
2. "What You Waiting For?" (Jacques Lu Cont's Thin White Duke Mix) – 8:02

- CD maxi single Europeu and CD single Australiano

1. "What You Waiting For?" (Album Version) – 3:42
2. "What You Waiting For?" (Jacques Lu Cont's Thin White Duke Mix) – 8:02
3. "What You Waiting For?" (Jacques Lu Cont's Thin White Duke Dub) – 8:22
4. "What You Waiting For?" Video (Director's Cut) – 8:36

- US 12 vinyl[1]

1. "What You Waiting For?" (Armand Van Helden Remix) – 8:39
2. "What You Waiting For?" (The Rude Ho Mix) – 5:07
3. "What You Waiting For?" (Armand Van Helden Dub) – 7:55

- CD maxi single Europeu 2[2]

1. "What You Waiting For?" (Album version) – 3:42
2. "What You Waiting For?" (Jacques Lu Cont's TWD Mix) – 8:02
3. "What You Waiting For?" (Instrumental) – 3:42
4. "What You Waiting For?" (Video) (Director's cut) – 8:36